# Martin Gusinde
Le père Martin Gusinde, né le 29 octobre 1886 à Breslau en Prusse, aujourd'hui Wrocław (Pologne) et mort le 10 ou le 18 octobre 1969 selon les sources à Mödling (Autriche), est un prêtre catholique de la Société du Verbe-Divin, anthropologue, ethnologue, explorateur et photographe.

## Biographie
À travers diverses expéditions, il étudie notamment les Amérindiens (Onas, Yamanas, Alakalufs) de la Patagonie et de la Terre de Feu mais aussi les Sioux, les Cheyennes, les Zuñis, les peuples du désert du Kalahari ou encore, en 1954, les Indiens Yupa qui vivaient à la frontière du Venezuela et de la Colombie.
Le musée anthropologique Martin Gusinde à Puerto Williams situé sur l'île Navarino au Chili, est nommé ainsi en son honneur.
Martin Gusinde reçoit le prix Karl Renner en 1952. Il a été décoré en 1966 de la médaille autrichienne de l’ordre du Mérite.

## Expositions
- L'Esprit des hommes de la Terre de feu, Arles, 2015[4]